# 高楼乡 (微山县)
高楼乡，是中华人民共和国山東省济宁市微山县下辖的一个乡镇级行政单位。

## 行政区划
高楼乡下辖以下地区：
高楼村、小闸村、四段村、王楼村、官庄村、聂庄铺村、沿北村、昭阳村、盐店村、利民村、翁楼村、沿南村、渭河村、微西村、永北村和永南村。

## 人口
2010年中国第六次人口普查时，高楼乡共有人口16371人。共有家庭4694户，平均每户3.48人。14岁以下的少年儿童共2644人，占总人口16.15%；15-64岁人口共11947人，占总人口72.97%；65岁及以上的老年人共1780人，占总人口的10.87%。男性共计8435人，占总人口51.52%；女性共计7936，占总人口48.47%。本地居住的人口中，拥有本地户籍的人口为15942人，占97.37%。